# Nina Stojanović

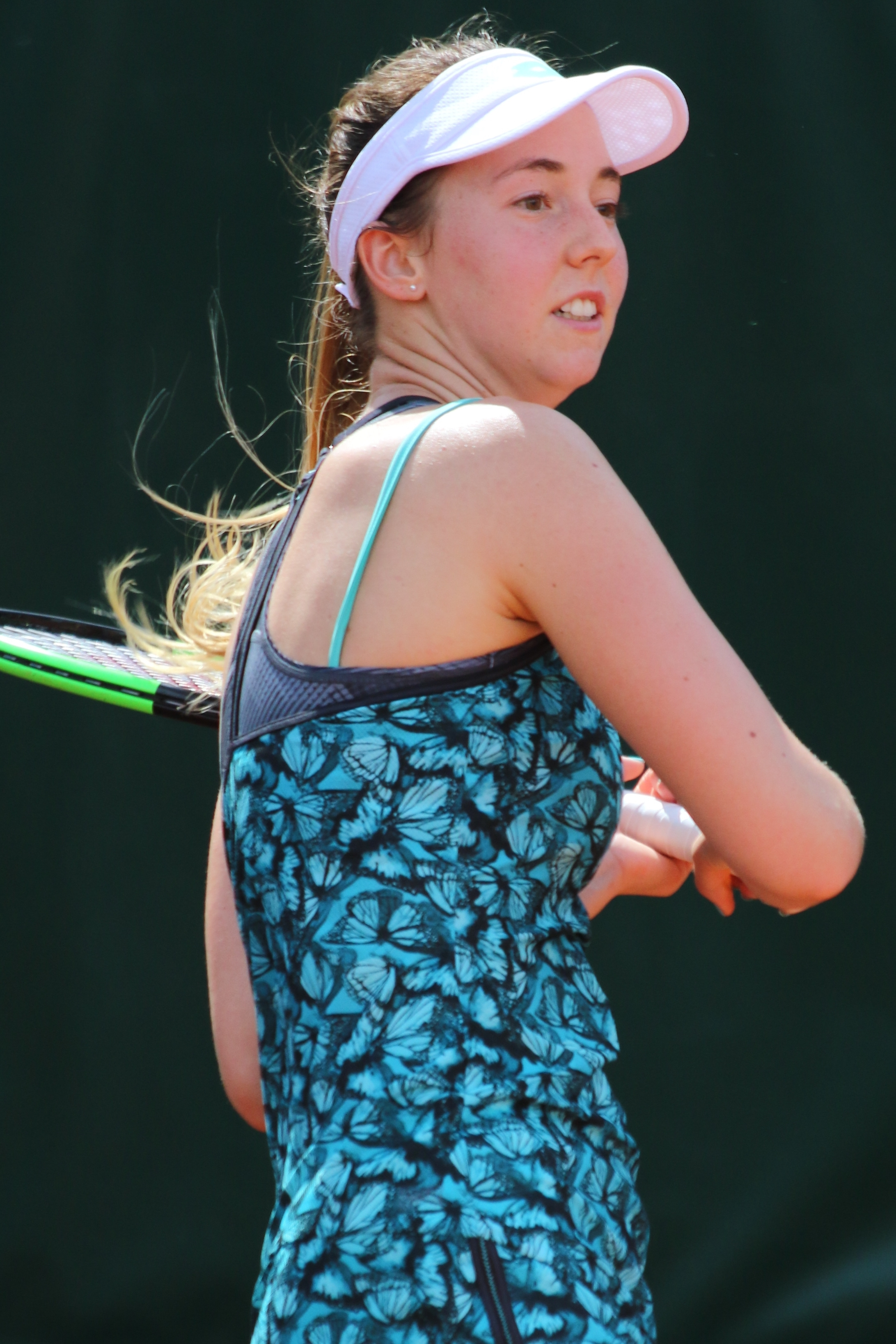
Roland Garros 2018

Nina Stojanović (Belgrado, 30 juli 1996) is een tennisspeelster uit Servië. Stojanović begon met tennis toen zij zes jaar oud was. Haar favoriete ondergrond is hardcourt. Zij speelt rechtshandig en heeft een tweehandige backhand. Zij is actief in het internationale tennis sinds 2011.

## Loopbaan

### Enkelspel
Stojanović debuteerde in 2011 op het ITF-toernooi van Pirot (Servië). Zij stond in 2014 voor het eerst in een finale, op het ITF-toernooi van Sharm-el-Sheikh (Egypte) – hier veroverde zij haar eerste titel, door de Britse Katie Boulter te verslaan. Tot op heden(november 2024) won zij elf ITF-titels, de meest recente in 2024 in Kuršumlijska Banja (Servië).
In 2016 kwalificeerde Stojanović zich voor het eerst voor een WTA-hoofdtoernooi, op het toernooi van Tianjin. In januari 2017 bereikte zij de kwartfinale op het toernooi van Shenzhen, nadat zij in de eerste ronde de als vijfde geplaatste Hongaarse Tímea Babos had verslagen. In september 2019 kwam zij binnen in de top 100 van de wereldranglijst.
Stojanović stond in 2024 voor het eerst in een WTA-finale, op het WTA 125-toernooi van Colina – hier veroverde zij haar eerste titel, door de Argentijnse María Lourdes Carlé te verslaan.
Haar hoogste notering op de WTA-ranglijst is de 81e plaats, die zij bereikte in maart 2020.

### Dubbelspel
Stojanović was in eerste instantie in het dubbelspel minder actief dan in het enkelspel; maar in het verdere verloop van haar carrière bereikte zij in deze discipline toch betere resultaten. Zij debuteerde in 2013 op het ITF-toernooi van Sharm-el-Sheikh (Egypte), samen met Française Margot Yerolymos. Zij stond in 2014 voor het eerst in een finale, op het ITF-toernooi van Sharm-el-Sheikh (Egypte), samen met de Montenegrijnse Ana Veselinović – hier veroverde zij haar eerste titel, door het duo Dea Herdželaš en Natasha Palha te verslaan. Tot op heden(november 2024) won zij 25 ITF-titels, de meest recente in 2024 in Kuršumlijska Banja (Servië), aan de zijde van landgenote Natalija Senić.
In 2016 speelde Stojanović voor het eerst op een WTA-hoofdtoernooi, op het toernooi van Tianjin, samen met de Japanse Akiko Omae. Zij stond in 2017 voor het eerst in een WTA-finale, op het toernooi van Rabat, samen met de Belgische Maryna Zanevska – zij verloren van het koppel Tímea Babos en Andrea Hlaváčková. Een maand later speelde zij haar eerste grandslampartij, op Roland Garros 2017, met de Zwitserse Xenia Knoll aan haar zijde. In 2019 veroverde Stojanović haar eerste WTA-titel, op het toernooi van Jūrmala, samen met de Canadese Sharon Fichman, door het duo Jeļena Ostapenko en Galina Voskobojeva te verslaan.
In 2021 won Stojanović haar tweede titel, op het WTA-toernooi van Belgrado, samen met landgenote Aleksandra Krunić – in de finale versloegen zij het Belgisch koppeltje Greet Minnen en Alison Van Uytvanck. In 2024 won zij samen met de Egyptische Mayar Sherif haar derde WTA-titel, in Colina.
Haar beste resultaat op de grandslamtoernooien is het bereiken van de halve finale, op het Australian Open 2021, samen met de Kroatische Darija Jurak. Haar hoogste notering op de WTA-ranglijst is de 37e plaats, die zij bereikte in januari 2022.

### Tennis in teamverband
In de periode 2014–2024 maakte Stojanović deel uit van het Servische Fed Cup-team – zij behaalde daar een winst/verlies-balans van 11–12.

## Posities op deWTA-ranglijst
Positie per einde seizoen:
| jaar | rang enkelspel | rang dubbelspel |
| ---- | -------------- | --------------- |
| 2014 | 550            | 507             |
| 2015 | 287            | 200             |
| 2016 | 142            | 166             |
| 2017 | 233            | 57              |
| 2018 | 244            | 72              |
| 2019 | 86             | 118             |
| 2020 | 99             | 85              |
| 2021 | 114            | 40              |
| 2022 | 637            | 495             |
| 2023 | 667            | 779             |

## Palmares
| Legenda                 |
| ----------------------- |
| Grandslamtoernooi       |
| Olympische Spelen       |
| Year-End Championships  |
| Premier Mandatory       |
| Premier Five / WTA 1000 |
| Premier / WTA 500       |
| International / WTA 250 |
| Challenger / WTA 125    |

### WTA-finaleplaatsen enkelspel
| nr.              | finale     | toernooi   | ondergrond | tegenstandster      | score         |         |
| ---------------- | ---------- | ---------- | ---------- | ------------------- | ------------- | ------- |
| gewonnen finales |            |            |            |                     |               |         |
| 1.               | 2024-11-24 | WTA Colina | gravel     | María Lourdes Carlé | 3-6, 6-4, 6-4 | details |
| verloren finales |            |            |            |                     |               |         |
| geen             |            |            |            |                     |               |         |

### WTA-finaleplaatsen vrouwendubbelspel
| nr.              | finale     | toernooi                | ondergrond | partner           | tegenstandsters                     | score            |         |
| ---------------- | ---------- | ----------------------- | ---------- | ----------------- | ----------------------------------- | ---------------- | ------- |
| gewonnen finales |            |                         |            |                   |                                     |                  |         |
| 1.               | 2019-07-28 | WTA Jūrmala             | gravel     | Sharon Fichman    | Jeļena Ostapenko Galina Voskobojeva | 2-6, 7-6, [10-6] | details |
| 2.               | 2021-05-21 | WTA Belgrado            | gravel     | Aleksandra Krunić | Greet Minnen Alison Van Uytvanck    | 6-0, 6-2         | details |
| 3.               | 2024-11-22 | WTA Colina              | gravel     | Mayar Sherif      | Léolia Jeanjean Kristina Mladenovic | walk-over        | details |
| verloren finales |            |                         |            |                   |                                     |                  |         |
| 1.               | 2017-05-05 | WTA Rabat               | gravel     | Maryna Zanevska   | Tímea Babos Andrea Hlaváčková       | 6-2, 3-6, [5-10] | details |
| 2.               | 2017-07-23 | WTA Gstaad              | gravel     | Viktorija Golubic | Kiki Bertens Johanna Larsson        | 6-7, 6-4, [7-10] | details |
| 3.               | 2017-10-15 | WTA Tianjin             | hardcourt  | Dalila Jakupović  | Irina-Camelia Begu Sara Errani      | 4-6, 3-6         | details |
| 4.               | 2021-07-18 | WTA Praag               | hardcourt  | Viktória Kužmová  | Marie Bouzková Lucie Hradecká       | 6-7, 4-6         | details |
| 5.               | 2024-07-26 | WTA Warschau            | hardcourt  | Céline Naef       | Weronika Falkowska Martyna Kubka    | 4-6, 6-7         | details |
| 6.               | 2024-08-10 | WTA Hamburg             | gravel     | Arantxa Rus       | Anna Bondár Kimberley Zimmermann    | 7-5, 3-6, [9-11] | details |
| 7.               | 2025-01-03 | WTA Canberra            | hardcourt  | Darja Semeņistaja | Jaimee Fourlis Petra Hule           | 5-7, 6-4, [6-10] | details |
| 8.               | 2025-04-05 | WTA La Bisbal d'Empordà | gravel     | Darja Semeņistaja | Magali Kempen Anna Sisková          | 6-7, 1-6         | details |

## Resultaten grandslamtoernooien
| Legenda | Legenda                          |
| ------- | -------------------------------- |
| g.t.    | geen toernooi gehouden           |
| l.c.    | lagere categorie                 |
| –       | niet deelgenomen                 |
| G       | uitgeschakeld in de groepsfase   |
| 1R      | uitgeschakeld in de eerste ronde |
| 2R      | uitgeschakeld in de tweede ronde |
| 3R      | uitgeschakeld in de derde ronde  |
| 4R      | uitgeschakeld in de vierde ronde |
| KF      | uitgeschakeld in de kwartfinale  |
| HF      | uitgeschakeld in de halve finale |
| F       | de finale verloren               |
| W       | het toernooi gewonnen            |
| w-v     | winst/verlies-balans             |

### Enkelspel
| toernooi        | 2020 | 2021 |
| --------------- | ---- | ---- |
| Australian Open | 1R   | 2R   |
| Roland Garros   | 1R   | 1R   |
| Wimbledon       | g.t. | 1R   |
| US Open         | 1R   | 1R   |

### Vrouwendubbelspel
| Australian Open | –  | 3R | 3R   | HF | 1R | –  |
| Roland Garros   | 1R | 2R | 2R   | 1R | –  | –  |
| Wimbledon       | 1R | –  | g.t. | KF | –  | –  |
| US Open         | 1R | 2R | –    | 2R | –  | 1R |

### Gemengd dubbelspel
| toernooi        | 2022 |
| --------------- | ---- |
| Australian Open | 1R   |
| Roland Garros   | –    |
| Wimbledon       | –    |
| US Open         | –    |